# Клениці
46°10′ пн. ш. 15°47′ сх. д. / 46.16° пн. ш. 15.78° сх. д.
Клениці (хорв. Klenice) — населений пункт у Хорватії, у Крапинсько-Загорській жупанії у складі міста Преграда.

## Населення
Населення за даними перепису 2011 року становило 80 осіб.
Динаміка чисельності населення поселення:

## Клімат
Середня річна температура становить 9,90 °C, середня максимальна – 23,97 °C, а середня мінімальна – -6,38 °C. Середня річна кількість опадів – 1051 мм.
| Клімат поселення                              | Клімат поселення | Клімат поселення | Клімат поселення | Клімат поселення | Клімат поселення | Клімат поселення | Клімат поселення | Клімат поселення | Клімат поселення | Клімат поселення | Клімат поселення | Клімат поселення | Клімат поселення |
| Показник                                      | Січ.             | Лют.             | Бер.             | Квіт.            | Трав.            | Черв.            | Лип.             | Серп.            | Вер.             | Жовт.            | Лист.            | Груд.            |                  |
| Середній максимум, °C                         | 5,72             | 7,65             | 11,81            | 16,18            | 20,94            | 23,97            | 23,52            | 23,00            | 19,04            | 13,92            | 8,33             | 4,35             |                  |
| Середня температура, °C                       | −0,33            | 1,60             | 5,76             | 10,12            | 14,88            | 17,90            | 19,65            | 19,12            | 15,17            | 10,04            | 4,44             | 0,46             |                  |
| Середній мінімум, °C                          | −6,38            | −4,46            | −0,28            | 4,06             | 8,84             | 11,85            | 15,76            | 15,24            | 11,27            | 6,16             | 0,56             | −3,42            |                  |
| Норма опадів, мм                              | 50               | 54               | 71               | 77               | 90               | 125              | 103              | 103              | 104              | 101              | 99               | 74               |                  |
| Середньомісячна швидкість вітру, м/с          | 1.62             | 1.80             | 2.20             | 2.20             | 2.09             | 1.90             | 1.80             | 1.60             | 1.60             | 1.62             | 1.73             | 1.70             |                  |
| Середньомісячна сонячна радіація, кДж/м²·день | 4053             | 6771             | 10426            | 14755            | 18829            | 20495            | 21304            | 18563            | 13704            | 8538             | 4484             | 3210             |                  |
| --------------------------------------------- | ---------------- | ---------------- | ---------------- | ---------------- | ---------------- | ---------------- | ---------------- | ---------------- | ---------------- | ---------------- | ---------------- | ---------------- | ---------------- |
| Джерело:                                      |                  |                  |                  |                  |                  |                  |                  |                  |                  |                  |                  |                  |                  |